# Life's What You Make It
Life's What You Make It is een nummer van de Britse new waveband Talk Talk uit het najaar van 1985. Het is de eerste single van hun derde studioalbum The Colour of Spring.
In de videoclip van het nummer, opgenomen in Londen, treedt de band 's nachts op in een bos en wordt omringd door dieren en insecten. Het nummer werd in een aantal landen een kleine hit. In thuisland het Verenigd Koninkrijk haalde het nummer de 16e positie in de UK Singles Chart. In Nederland was de plaat op vrijdag 22 november 1985 Veronica Alarmschijf op Hilversum 3. De plaat werd een hit en bereikte de 13e positie in de Nederlandse Top 40 en de 11e positie in de Nationale Hitparade. De TROS Top 50 werd niet bereikt omdat deze hitlijst op 21 november 1985 voor de laatste keer werd uitgezonden op Hilversum 3. In België bereikte de plaat de 14e positie in zowel de Vlaamse Ultratop 50 als de Vlaamse Radio 2 Top 30.

## NPO Radio 2 Top 2000
| Nummer met noteringen in de NPO Radio 2 Top 2000 | '06  | '07  | '08  | '09  | '10  | '11  | '12  | '13  | '14 | '15 | '16  | '17 | '18  | '19 | '20 | '21  | '22  | '23  | '24  |
| ------------------------------------------------ | ---- | ---- | ---- | ---- | ---- | ---- | ---- | ---- | --- | --- | ---- | --- | ---- | --- | --- | ---- | ---- | ---- | ---- |
| Life's What You Make It                          | 1463 | 1494 | 1953 | 1101 | 1151 | 1055 | 1120 | 1028 | 926 | 920 | 1046 | 876 | 1156 | 816 | 939 | 1108 | 1193 | 1205 | 1367 |

1. ↑  Een vetgedrukt getal geeft de hoogste notering aan.
2. ↑  2006 was het eerste jaar met een notering voor dit nummer.